# Williton
Williton est un village d'Angleterre situé dans le comté du Somerset. C'était le chef-lieu du district de West Somerset.

## Tourisme
Williton est une bonne base pour découvrir les collines Quantock, les collines Brendons (en) et l'Exmoor, ainsi que la côte le long du West Somerset Coast Path (en). Le village se trouve aussi sur un chemin de fer touristique, le West Somerset Railway (en)

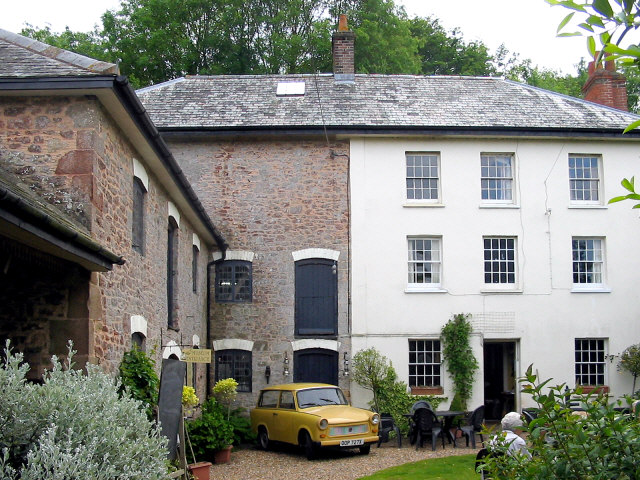
Entrée du Bakelite Museum avec une Trabant.

Williton possède un ancien musée consacrée à la bakélite et aux matières plastiques du XXe siècle, le Bakelite Museum (en), et se trouve près d'un petit zoo, le Tropiquaria (en), et d'Halsway Manor (en), un centre de musique traditionnelle.